# حمد بن حمدان آل نهیان
حمد بن حمدان آل نهیان میلیونر اماراتی ملقب به شیخ رنگین کمانی (The Rainbow Sheikh) 
شخصی است از خانواده آل نهیان که نام خود را به بزرگ‌ترین حالت بر روی ماسه‌های شهر ابوظبی در "جزیره فوتیسی" حفر کرده بطوری که نام لاتین "HAMAD" از فضا پیداست.

## منبع
ویکی پدیای عربی